# راینر اشلوتر
راینر اشلوتر (به آلمانی: Rainer Schlutter) بازیکن فوتبال و هافبک اهل آلمان شرقی بود که از سال ۱۹۷۰ میلادی عضو تیم ملی فوتبال آلمان شرقی بوده‌است. وی در ۵ بازی ملی حضور داشته و در بازی‌های ملی‌اش گلی به ثمر نرساند. راینر اشلوتر آخرین بازی ملی خود را در سال ۱۹۷۱ میلادی انجام داد.